# راؤول ساليناس لوزانو
راؤول ساليناس لوزانو (بالإسبانية: Raúl Salinas Lozano)‏ هو وزير ودبلوماسي واقتصادي مكسيكي، ولد في 1 مايو 1917 في مونتيري في المكسيك، وتوفي في 23 فبراير 2004 في مدينة مكسيكو في المكسيك.